# Viettea spectabilis
Viettea spectabilis är en fjärilsart som beskrevs av Diakonoff 1960. Viettea spectabilis ingår i släktet Viettea och familjen vecklare. Inga underarter finns listade i Catalogue of Life.